# Schlacht um Toungoo
Japanische Eroberung 1941/42

Bilin – Sittang – Pegu (Taukkyan) – Rangun – Yunnan-Burma-Straße (u.a. Tachiao – Oktwin – Toungoo – Yenangyaung – Lashio I)
1942/43

Burma-Kampagne 1942–1943

Arakan I – The Hump – Chindits
1944

Schlacht um Nordburma und West-Yunnan 1943–1945

Burma-Kampagne 1944

Arakan II – Ha-gō – Lashio II – Sangshak – Myitkyina – U-gō (Imphal – Kohima – Tennisplatz) – Mogaung – Song shan/Huitong-Brücke – Dan-gō
1944/45

Burma-Kampagne 1944–1945

Bhamo – Arakan III (Kangaw und Höhe 170 – Ramree) – Meiktila/Mandalay – Pakokku – Lashio III – Tanlwe Chaung – Operation Dracula – Sittang
Die Schlacht um Toungoo fand zwischen dem 25. und 29. März 1942 während des Pazifikkriegs im Zweiten Weltkrieg in Zentralburma statt und war eine militärische Operation während der Japanischen Eroberung Burmas. Einheiten der nationalchinesischen Armee (Kuomintang) kämpften dabei gegen angreifende Truppen der 15. Armee der Kaiserlich Japanischen Armee. Die chinesischen Truppen, die unter dem Kommando von General Dai Anlan, einem persönlichen Freund Chiang Kai-sheks standen, hatten vom britischen General Harold Alexander den Befehl erhalten, die Stadt Toungoo gegen die japanischen Truppen so lange wie nur möglich zu verteidigen. Ziel des japanischen Angriffes war es, zum einen die chinesischen Truppen in der Stadt aufzureiben und zum anderen die rechte Flanke der britischen Armee zu überrollen. Nach einer verzweifelten Verteidigung mussten General Anlans Truppen, die enorme Verluste erlitten hatten, die Stadt evakuieren und sie den japanischen Soldaten überlassen.

## Vorgeschichte
Bereits vor dem Angriff auf Pearl Harbor und dem Ausbruch des Krieges wurden im Kaiserlichen Heeresministerium in Tokyo Pläne zur Invasion und Eroberung Südostasiens formuliert. Premier- und Kriegsminister Hideki Tojo, Stabsoberhaupt Marschall Hajime Sugiyama, Marineminister Osami Nagano und der gesamte Kaiserliche Generalstab setzten bereits im Februar 1941 den endgültigen Eroberungsplan fest. Die Philippinen, mehrere amerikanische Stützpunkte im Pazifik wie Wake und die Marianen, Niederländisch-Indien, Britisch-Malaya, Singapur, Britisch-Borneo und auch Burma sollten wenige Tage nach der Kriegserklärung angegriffen werden. Burma besitzt zahlreiche Erdölquellen um die Stadt Yenangyaung, welche eine kriegswichtige Ressource für die japanische Kriegsindustrie darstellten. Zudem wurden in Burma Leinen, Kautschuk und große Mengen Reis hergestellt.
Als die Invasion Burmas im Januar 1942 zusammen mit der Eroberung der weiteren alliierten Stützpunkte im Pazifik erfolgte, wurden drei komplette chinesische Armeen, die unter dem Namen Chinese Expeditionary Force zusammengefasst wurden, von Generalissimus Chiang Kai-shek nach Nordburma gesandt, um die britischen Truppen bei der Verteidigung zu unterstützen. Die chinesischen Generäle fürchteten, nach einem britischen Rückzug aus dem Land würden die japanischen Truppen China durch einen Vorstoß aus Burma angreifen, und somit den seit 1937 andauernden Zweiten Japanisch-Chinesischen Krieg beenden.

### Chinesische Lage
Bereits am 8. März 1942 wurde die wichtige Stadt Toungoo, welche die rechte Flanke der Alliierten beschützte, von chinesischen Truppen unter der Führung vom amerikanischen Militärberater und Stabschef von Chiang Kai-shek, General Joseph Stilwell, besetzt. Im Falle einer Eroberung der Hauptstadt würden damit die chinesischen Truppen in Toungoo den Rückzug der Briten schützen.
General Dai Anlans 200. Division war eine kampffähige und eingespielte Einheit, die von anderen Kommandeuren der Chinese Expeditionary Force als Elitetruppe angesehen wurde. Vor der Schlacht um Toungoo bestand sie aus etwa 12.000 Soldaten, meistens Veteranen, die bereits gegen die japanischen Soldaten oder die Kommunisten von Mao Zedong in Nordchina gekämpft hatten. Die meisten hatten eine harte Ausbildung hinter sich und besaßen auch Kampferfahrung. Aufgrund der zahlreichen Verluste bei den anhaltenden Gefechten in China waren viele der älteren Soldaten jedoch im Kampf gefallen, und die 200. Division wurde vor ihrer Abreise nach Burma mit etwa 3000 jüngeren Rekruten verstärkt, die in zwei Bataillonen zusammengefasst wurden. Es waren meist junge Bauern, die keine Kampferfahrung besaßen und eine unzureichende Ausbildung erhalten hatten. Dazu kam die schlechte Bewaffnung der chinesischen Einheiten: die meisten Soldaten waren mit veralteten Gewehren bewaffnet, vor allem amerikanische Springfield M1903 und Mauser Modell 98, vom Deutschen Reich im Rahmen der Chinesisch-Deutschen Kooperation in großen Mengen erhalten.
General Dai Anlan erfuhr erst Anfang März von dem britischen Rückzug aus Rangun und der japanischen Eroberung der burmesischen Hauptstadt. Die chinesische 200. Division wurde daraufhin durch den alliierten Nachschub der Hump-Flugzeuge in kürzester Zeit auf volle Stärke gebracht und bevorzugt mit neuen, amerikanischen Waffensystemen ausgerüstet, insbesondere mit Panzerabwehrgeschützen, einigen M3-Stuart Panzern und Pioniermaterial. General Anlan und General Stilwell erwarteten nun jeden Augenblick einen feindlichen Angriff, welcher die Stadt einnehmen und somit die rechte Flanke der alliierten Armee überrollen sollte.
Hinter dem bis zu 30 Kilometer tiefen statischen Verteidigungssystem, das die chinesischen Truppen indessen gebaut hatten, wurden große mobile Reserven, vor allem aus neu aufgestellten oder erweiterten chinesischen Verbänden, geschaffen, die mögliche Durchbrüche japanischer Truppen vor der Ankunft der britischen Truppen aus Rangun abfangen sollten. Seit dem 9. März wurde deswegen bei Toungoo unter Heranziehung von burmesischen Zivilisten der Aufbau einer befestigten Verteidigungslinie betrieben. Mehrere Zivilisten, chinesische und britische Pioniere und Ingenieure verbesserten inzwischen den Zustand der zweiten Straße nach Mandalay, die durch japanische Luftangriffe schwer beschädigt worden war. Bis zum Beginn der japanischen Offensive waren jedoch nur sehr wenige der verschiedenen Verteidigungsbauten (Bunker, Panzersperren, Gräben) fertiggestellt worden. Teilweise war auch die Frontlinie zu dünn besetzt. Die sechs chinesischen Bataillone der 200. Division verteidigten einen Abschnitt von 40 Kilometern, wobei jede Einheit nur 600 Mann in erster Linie und weitere 900 in Reserve hatte. Die chinesischen Truppen konnten auch zwei Kavallerieregimenter aufbringen.

### Japanische Lage
Nach der erfolgreichen Operation um Rangun und dem Rückzug der britischen Armee aus Südburma hatten die japanischen Truppen zunächst versucht, die fliehenden Briten durch Flankenangriffe aufzureiben. Dieser Versuch war jedoch aufgrund des zähen feindlichen Widerstandes gescheitert. Der Angriff gegen Toungoo sollte die rechte Flanke der zurückweichenden britischen Armee eindrücken, wodurch die feindlichen Einheiten eingekesselt würden. Die japanischen Truppen waren durch die Ankunft der 56. Infanteriedivision verstärkt worden, wodurch die 33. Division als Garnisonstruppe nach Rangun zurückkehrte.
Am Morgen des 18. März eröffneten chinesische Einheiten erstmals das Feuer gegen japanische Späher des 143. Regiments der 55. Division unter dem Befehl von Generalleutnant Takeuchi Hiroshi, nahe dem Ort Tachiao (→ Schlacht bei Tachiao). Nach einigen Stunden griffen drei chinesische Panzerspähwagen ins Gefecht ein und vertrieben die japanischen Soldaten. Die Japaner griffen am selben Abend wieder an. Die nationalrevolutionären Truppen setzen sich ab und zogen sich am selben Abend in die Ortschaft Tachiao zurück.
Die japanischen Truppen marschierten am nächsten Morgen in Tachiao ein. Nachdem sie die Ortschaft eingenommen hatten, konnten die japanischen Einheiten im Schutz der motorisierten Truppen an der Spitze weiter in Richtung Toungoo marschieren. Der Ort Pyu wurde ebenfalls eingenommen. Die Japaner richteten in Pyu ein Lazarett sowie einen Versorgungsposten ein und verstärkten die Truppen, die sich bereits auf dem Weg nach Toungoo, durch weitere Einheiten. Die an der Front verbliebenen Truppen, die Einheiten der 55. und 56. Division, starteten bereits am 24. März mit ihrem Angriff gegen die Stadt Toungoo. Am Morgen des 24. März begann das japanische 112. Infanterieregiment mit seiner Artillerievorbereitung. An dem Trommelfeuer, das 15 Minuten anhielt, beteiligten sich 19 Geschütze verschiedenen Kalibers. Währenddessen flogen leichte japanische Bomber Luftangriffe gegen identifizierte chinesische Stellungen und die drei japanischen Panzer rückten, gedeckt durch das Feuer der Infanterie, gegen die ersten feindlichen Stellungen vor.

## Schlacht

### Eröffnungsoperationen

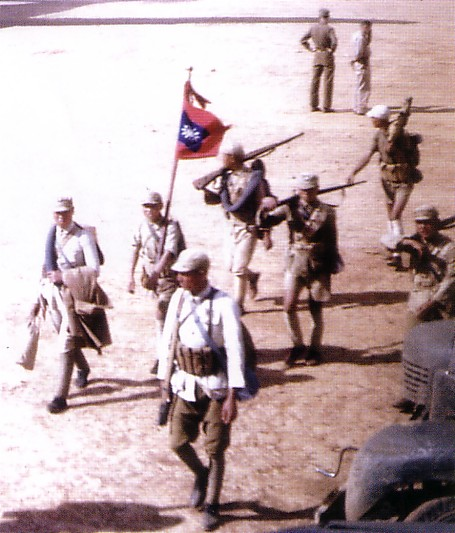
Nationalchinesische Soldaten der 200. Division in Toungoo, wenige Tage vor den ersten Gefechten

Wenig später starteten die japanischen Truppen des 112. Regiments nach dem vorhergehenden massiven Trommelfeuer einen Angriff auf die chinesischen Stellungen vor der Stadt. Die Truppen des 143. Regiments hingegen wurden nach Westen abgedreht, um den Bahnhof und das dortige Flugfeld einzunehmen. Diese Einheiten marschierten schnell durch den dichten Dschungel, wobei sie von burmesischen Kollaborateuren geführt wurden. Die chinesischen Truppen des 1. Pionierbataillons, welche die Eisenbahngebäude und das Flugfeldgelände kontrollierten wurden durch einen japanischen Sturmangriff in die Flucht getrieben, wobei sie schwere Verluste erlitten. Damit waren die Versorgungs- und Kommunikationsmöglichkeiten der chinesischen Truppen in der Stadt abgeschnitten. Die Einheiten des 600. Regiments versuchten mehrmals, die japanischen Soldaten aus dem Flugfeld und dem Bahnhof zu vertreiben, doch konzentriertes Artillerie- und Infanteriewaffenfeuer warf sie unter hohen Verlusten zurück.
Auch im südlichen Teil der Front operierten die japanischen Verbände offensiv: die Truppen des 112. Infanterieregiments starteten einen Angriff auf die chinesischen Verteidiger des 599. Regiments. Die Attacke verlief erfolgreich, sodass Teile des chinesischen Regiments überrannt werden konnten. Dabei wurden die ersten feindlichen Stellungen eingenommen. Gegenangriffe einiger Truppen der anderen Regimenter stoppten den japanischen Vorstoß jedoch wieder.
General Dai Anlan versuchte mehrmals, Kontakt mit seinen abgeschnittenen Einheiten des 600. Regiments aufzunehmen, doch diese Versuche verliefen ergebnislos. Die chinesische Verteidigung konzentrierte sich nahe den Wällen der Stadt, wobei die chinesischen Truppen mehrere Artilleriebatterien errichtet hatten und einige Gebäude im Zentrum durch MG-Nester und Schützenpositionen befestigt hatten. Ein chinesisches Ersatzbataillon wurde eingesetzt, um die Lücke zwischen dem 599. und 600. Regiment zu füllen und somit die einzige noch freie Rückzugsroute der chinesischen Einheiten zu schützen. Diese Truppen bestanden zumeist aus Reservisten und wurden durch einige erfahrene Soldaten des 599. Regiments verstärkt. General Dai Anlan und sein Stab versetzten ihr Divisions-Hauptquartier und die Befehlszentrale vom Kern der Stadt zum Fluss Sittang, um feindlichem Artilleriefeuer und Luftangriffen durch japanische Flugzeuge zu entgehen. Mehrere chinesische Telefonleitungen in der Stadt wurden durch japanische Luftangriffe unterbrochen, wodurch nicht alle verteidigenden Einheiten die Befehle vom Hauptquartier empfangen konnten.

### Erster japanischer Angriff
Um 8:00 Uhr morgens am 25. März begann der japanische Angriff auf Toungoo durch schwere Artilleriesalven, die aus den neu errichteten japanischen Batterien vor der Stadt abgefeuert wurden. Danach gingen die ersten japanischen Einheiten zum Angriff über: das 143. Regiment griff auf der linken Flanke der chinesischen Truppen die Stadt an, das 112. zur rechten und ein Kavallerieregiment sowie eine Infanteriekompanie arbeiteten sich am Ufer des Sittang an die chinesischen Verteidigungen vor. Die chinesischen Truppen erlitten sogleich hohe Verluste durch die japanische Artillerievorbereitung, konnten aber mehrere japanische Angriffswellen abwehren. Die japanischen Truppen des 112. Regiments erlitten schwere Verluste durch chinesisches Feuer, doch sie konnten mehrere hundert Meter Boden gewinnen und die Chinesen in ihrem Abschnitt zurückdrängen. Im Norden der Stadt konnten japanische Truppen um 22:00 Uhr die chinesischen Verteidigungsstellungen überrollen, wobei ein gesamtes japanisches Reservebataillon durch die somit entstandene Lücke in der chinesischen Verteidigung einbrach. Die chinesischen Einheiten des 600. Regiments wurden im Norden mehrere hundert Meter zurückgeworfen und besetzten eine neue Verteidigungslinie, wobei sie zugleich einige Gegenangriffe starteten die durch die Japaner im Häuserkampf abgewehrt wurden. Wegen der Nähe zwischen den beiden feindlichen Fronten jedoch konnte die japanische Artillerie nicht eingreifen, da die Möglichkeit bestand, auf die eigenen Reihen zu feuern. Der chinesische Gegenangriff konnte allerdings die verlorenen Stellungen nicht wiederherstellen, da japanische Truppen die Gebäude und Steinmauern rund um einen örtlichen Friedhof als gute Deckungsmöglichkeiten nutzten. Um die Stadt selbst zu verteidigen, wurde dann das 600. Regiment zwischen die beiden anderen Regimenter zurückverlegt. An anderer Stelle beschossen die Japaner die Brücke über den Sittang mit ihrer Artillerie. Sie wurde so schwer beschädigt, dass es unmöglich wurde sie mit Fahrzeugen zu überqueren.
Am folgenden Tag gingen die japanischen Truppen erneut zum Angriff über, konnten jedoch die chinesische Verteidigung nirgends durchbrechen. Auch ein Angriff des Kavallerieregiments, welches durch mehrere Spähpanzer unterstützt wurde, hatten die Chinesen abgewehrt. Nachdem die japanischen Angriffe gescheitert waren, gingen die chinesischen Truppen des 600. und 599. Regiments zum Gegenangriff über, doch auch diese scheiterten unter hohen eigenen Verlusten. Weitere Angriffe der Japaner oder der Chinesen scheiterten ebenfalls.
General Dai Anlan verlegte sein Hauptquartier infolge von schwerem japanischen Artilleriefeuer am 26. März 1942 vom Ufer des Sittangs in eine nahegelegene Schlucht in der Nähe der Flussbrücke, die durch japanische Luftangriffe schwer beschädigt wurde. Die Truppen des 598. Bataillons hielten zunächst die Zugänge zum Flussufer einschließlich der taktisch wichtigen Gebäude in der Innenstadt gegen schwere japanische Angriffe. Nahe dem Hauptbahnhof, der bereits durch die japanischen Soldaten besetzt war, kam es zu schweren Feuergefechten zwischen dem 112. Regiment und den verteidigenden Chinesen. Am Nachmittag des folgenden Tages gelang es den japanischen Truppen durch Einsatz von Tränengasgranaten, die chinesische Front beim Bahnhof zu durchbrechen und in die nördliche Innenstadt einzudringen. Ziel war es, die chinesische 200. Division, die Toungoo verteidigte, zu isolieren und sie durch einen schnellen Vorstoß in Richtung Fluss vollends einzukesseln. Danach sollte der Kessel zunehmend ausgeräumt werden und die Brücke erobert werden, wodurch der japanische Vormarsch gegen Yenangyaung fortgesetzt werden konnte. General Dai Anlans neues Hauptquartier wurde von japanischen Stoßtrupps unter schwerem Beschuss genommen, während sich Verbände des 143. japanischen Regiments bis auf 100 Meter an das Sittangufer und die beschädigte Brücke vorarbeiten konnten. Dabei wurden mehrere Gebäude eingenommen und die Brücke kam in Reichweite der schweren Maschinengewehre der japanischen Truppen. Vielerorts waren die japanischen Soldaten bis auf 300 Meter zum Sittang vorgerückt, hatten jedoch nicht die Zeit gehabt, sich einzugraben oder ausgebaute Stellungen für die Maschinengewehre zu schaffen.

### Zweiter japanischer Angriff
Am 28. März wurden die Truppen der 55. japanischen Infanteriedivision durch die erste Lastkraftwagenkolonne der 56. Division unter Generalleutnant Masao Watanabe mit 45 Lastwagen, einer Kompanie von sechs Panzerwagen und insgesamt etwa 404 Mann, erreicht. Die 56. Division war eine eingespielte und kampferprobte Einheit, die Rangun gerade verlassen hatte und in Richtung Toungoo nach Norden vorstieß. Die motorisierte Aufklärungskolonne der 56. Division, die gerade angekommen war, konnte sofort ihre sechs Spähpanzer bereitstellen. Außerdem traf an diesem Tag auch die 3. schwere Feldbatterie der japanischen 55. Division aus Rangun ein, die mit Typ 96 15-cm-Feldhaubitzen und auch mit einigen deutschen Geschützen des Typs 15-cm-schwere Feldhaubitze 18 ausgestattet waren. Durch diese Artilleriebatterie wurde am selben Tag ein schwerer Beschuss der noch intakten chinesischen Verteidigungsanlagen eingeleitet und damit mehrere Stellungen zerstört. Die japanischen Truppen gingen einige Minuten nach dem Ende dieser Artillerievorbereitung erneut zum Angriff über, doch die chinesischen Soldaten hielten ihre Stellungen und wehrten einige Angriffe ab. Nach mehreren Versuchen, konnten die japanischen Einheiten der 55. Division durch die Spähpanzer unterstützt die Front an mehreren Stellen durchbrechen und in die Lücken eindringen. Die motorisierte Kolonne der 56. Division überrannte im Norden der chinesischen Rückzugsroute über die Brücke die chinesischen Linien und schlug mehrere Lücken in die feindliche Verteidigung, durch die mehrere Bataillone der 55. Division eindringen konnten. Damit war die chinesische Kontrolle über die Brücke des Sittang, die für General Dai Anlans erschöpfte Truppen die einzige noch freie Nachschubs- und Rückzugsroute darstellte, gefährdet und der 200. Division drohte die Gefahr, eingekesselt zu werden.
General Dai Anlan beschloss in einer Lagebesprechung zusammen mit mehreren hohen chinesischen Offizieren, einen Rückzug seiner Truppen noch zu verzögern, um die Position zu halten, bis die britischen Truppen, die nun in Prome angekommen waren, die Stadt wieder evakuieren konnten und ihren Rückzug nach Norden fortsetzen konnten. Dennoch mussten die chinesischen Truppen fast die gesamte Stadt evakuieren, da die japanischen Verbände der motorisierten Kolonne der 56. Division die Brücke erreicht hatten. Ein Schusswechsel zwischen den chinesischen Truppen, die die Brücke bewachten, und den ersten japanischen Soldaten, die mit mehreren Mörsern versuchten, die feindliche Anlage zu sprengen, um so den chinesischen Rückzug zu verhindern, bewegten General Dai Anlan jedoch, eine vollständige Evakuierung der Stadt zu befehlen. Die japanischen Soldaten wurden aus der Nähe der Brücke vertrieben, während die chinesischen Einheiten der 200. Division den Fluss überquerten, unter heftigem Beschuss durch die japanische Artillerie. Die Brücke war durch die feindlichen Salven so sehr beschädigt worden, dass sie die chinesischen Lastkraftwagen und schweren Geschütze nicht zu tragen vermochte; deshalb wurden die schweren Gerätschaften und ein Großteil der Artilleriemunition in Toungoo zurückgelassen. Die Japaner versuchten noch, die chinesischen Truppen, die gerade die letzten Stadtgebäude verließen und die Brücke bestiegen, abzuschneiden, doch alle chinesischen Einheiten konnten den Sittang überqueren und flohen, durch japanische Artilleriesalven und Luftangriffe schwer bedrängt, in Richtung Nordwesten nach Yenangyaung. Die britischen Truppen evakuierten am selben Tag die Stadt Prome und zogen sich ebenfalls nach Yenangyaung zurück.

## Nach der Schlacht
Zur Unterstützung der 200. Division war zwischenzeitlich die neue 22. Division unter dem Kommando von Liao Yao-hsiang nach Süden geschickt worden. Sie war bis zum Bahnhof Nangyun vorgerückt und konnte die dort liegenden Japaner teilweise verdrängen. Weiterhin wurden Patrouillen südlich in Richtung Toungoo geschickt und so die japanische Flanke und deren Rücken bedroht. Die sich zurückziehende 200. Division schloss sich der neuen 22. Division bei Yedashe an, nachdem sie sich am Ostufer des Flusses von Toungoo nach Norden zurückgezogen hatte und den Sittang östlich von Nangyun überquerte. Die Chinesen zogen sich später in eine neue Verteidigungsposition bei Yedashe zurück, um den japanischen Vormarsch durch das Flusstal des Sittang nach Norden zu blockieren.